# Wiktor Passitschnyk
Wiktor Wiktorowytsch Passitschnyk (ukrainisch Віктор Вікторович Пасічник; * 2. Dezember 1992 in Kremenez) ist ein ukrainischer Nordischer Kombinierer, der seltener auch in Skisprung-Wettbewerben startet.

## Werdegang

### Nordische Kombination
Sein Debüt im Continental Cup der Nordischen Kombination gab Wiktor Passitschnyk am 4. Dezember 2010 im US-amerikanischen Steamboat Springs mit einem 49. Platz. Die gleiche Platzierung erreichte er auch jeweils in beiden Einzelwettbewerben bei den Nordischen Junioren-Skiweltmeisterschaften 2011 in Otepää. Etwas erfolgreicher gestalteten sich ein Jahr später die Junioren-Skiweltmeisterschaften 2012, als er im Gundersen-Wettkampf von der Normalschanze mit einer sich daran anschließenden Langlaufdistanz über zehn Kilometer 22. wurde. Sein bisher bestes Gesamtergebnis im Continental Cup war der 36. Platz in der Saison 2012/13.
Im Weltcup der Nordischen Kombination debütierte er am 9. Februar 2013 im kasachischen Almaty mit Platz 36. Bei den Nordischen Skiweltmeisterschaften 2013 im italienischen Val di Fiemme erreichte er im Teamsprint gemeinsam mit Witalij Kalinitschenko den 14. Rang. Am 8. Dezember 2013 erzielte er in Lillehammer als 25. erstmals Weltcuppunkte. Wenige Wochen später nahm er an den Olympischen Winterspielen 2014 in Sotschi teil. Dort belegte er in den Gundersen-Wettkämpfen die Ränge 30 von der Groß- und 42 von der Normalschanze. Am Ende der Saison 2013/14 stand Platz 60 im Gesamtweltcup zu Buche. Ein Jahr später nahm er auch an den Nordischen Skiweltmeisterschaften 2015 in Falun teil und wurde mit Ruslan Balanda Zwölfter des Teamsprints.
Passitschnyk nahm auch den Nordischen Skiweltmeisterschaften 2017 im finnischen Lahti teil und erreichte in den Einzelwettbewerben die Plätze 30 und 39. Im Teamsprint trat er gemeinsam mit Dmytro Masurtschuk ebenfalls an, das ukrainische Duo wurde jedoch aus dem Rennen genommen, nachdem es überrundet worden war. Am 3. Februar 2018 erzielte er im japanischen Hakuba mit Platz 16 sein bislang bestes Einzelresultat im Weltcup.
Im März 2019 wurde Passitschnyk ukrainischer Meister. Diesen Titel errang er in den Jahren zuvor bereits mehrere Mal.

### Skispringen
Passitschnyk startete im Skispringen bisher ausschließlich in Wettbewerben des FIS-Cups, zum ersten Mal am 6. und 7. August 2011 im polnischen Szczyrk. Seine beste Platzierung bisher war ein neunter Platz in Râșnov im September 2013.
Bei den Ukrainischen Meisterschaften 2018 in Worochta gewann Passitschnyk die Goldmedaille.

## Statistik

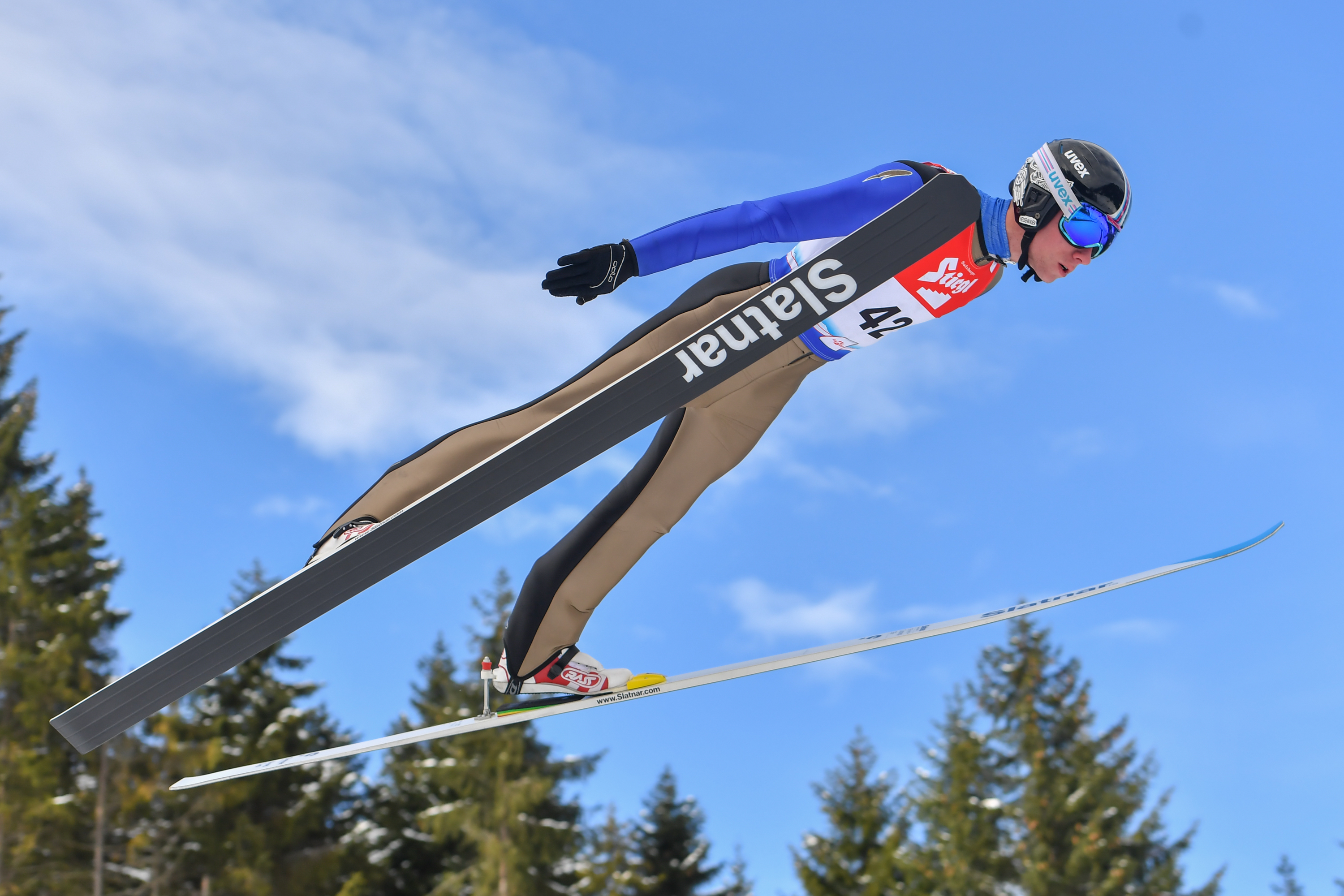
Passitschnyk 2017 in Eisenerz

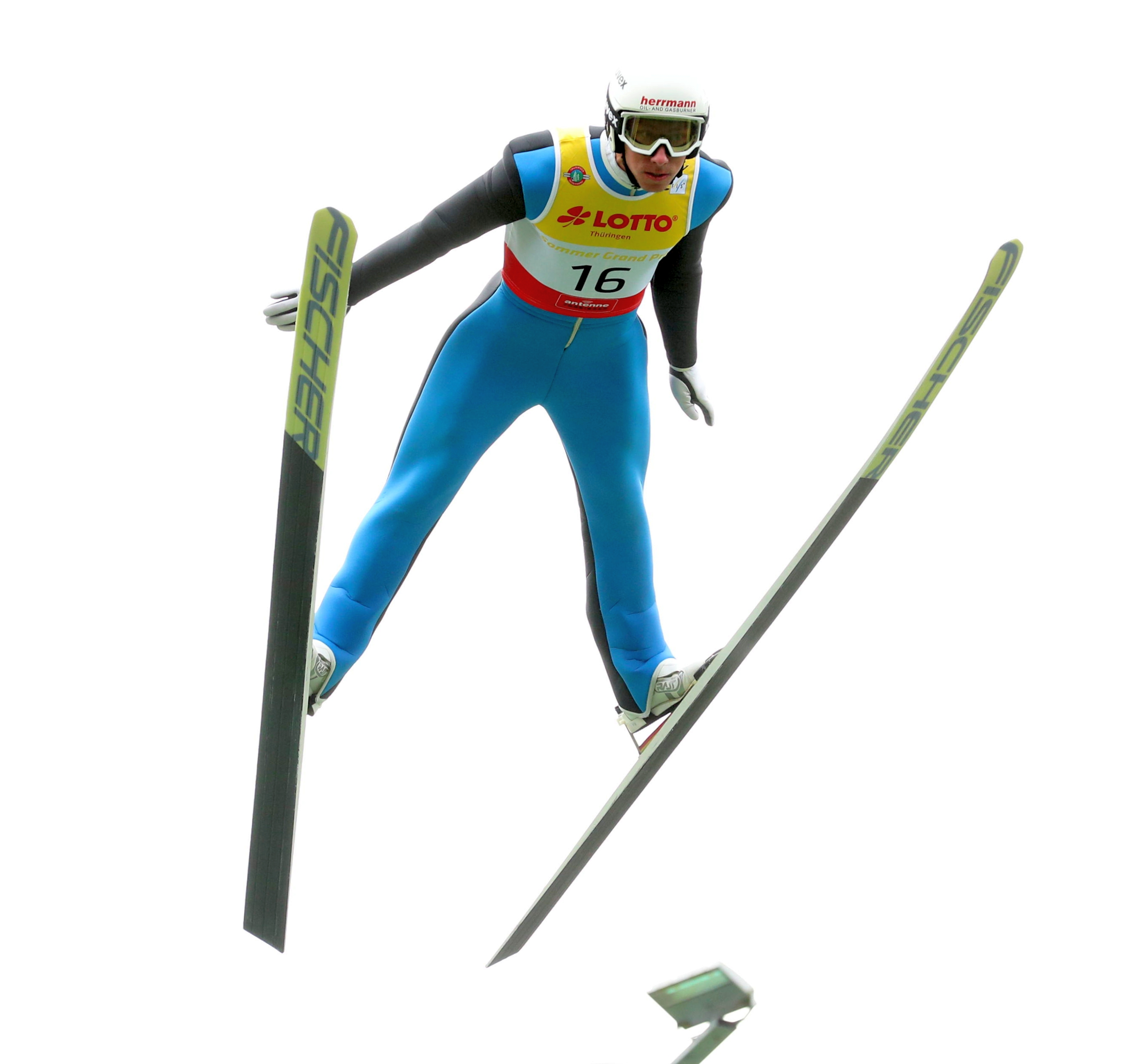
Passitschnyk 2021 in Oberhof

### Platzierungen bei Olympischen Winterspielen
| Jahr und Ort     | Wettbewerb   | Wettbewerb   | Wettbewerb |
| Jahr und Ort     | Gundersen NS | Gundersen GS | Team       |
| ---------------- | ------------ | ------------ | ---------- |
| 2014 Sotschi     | 42.          | 30.          | –          |
| 2018 Pyeongchang | 30.          | 23.          | –          |

### Platzierungen bei Weltmeisterschaften
| Jahr und Ort       | Wettbewerb   | Wettbewerb   | Wettbewerb | Wettbewerb |
| Jahr und Ort       | Gundersen NS | Gundersen GS | Teamsprint | Team       |
| ------------------ | ------------ | ------------ | ---------- | ---------- |
| 2013 Val di Fiemme | 40.          | 35.          | 14.        | –          |
| 2015 Falun         | 44.          | 40.          | 12.        | –          |
| 2017 Lahti         | 39.          | 30.          | 14.        | –          |
| 2019 Seefeld       | 44.          | 42.          | 13.        | –          |
| 2021 Oberstdorf    | 46.          | 43.          | 12.        | 11.        |

### Weltcup-Platzierungen
| Saison  | Platz | Punkte |
| ------- | ----- | ------ |
| 2013/14 | 60.   | 018    |
| 2017/18 | 57.   | 015    |
| 2018/19 | 68.   | 001    |

### Continental-Cup-Platzierungen
| Saison  | Platz | Punkte |
| ------- | ----- | ------ |
| 2010/11 | 96.   | 007    |
| 2011/12 | 85.   | 013    |
| 2012/13 | 36.   | 114    |
| 2013/14 | 57.   | 034    |
| 2014/15 | 78.   | 017    |
| 2015/16 | 69.   | 036    |
| 2016/17 | 38.   | 091    |
| 2018/19 | 76.   | 014    |
| 2020/21 | 88.   | 001    |

### Grand-Prix-Platzierungen
| Saison | Platz | Punkte |
| ------ | ----- | ------ |
| 2012   | 58.   | 008    |
| 2017   | 45.   | 019    |